# Shelley Olds
Shelley Olds, née le 30 septembre 1980 à Groton dans le Massachusetts, est une ancienne coureuse cycliste américaine. Pendant une saison, elle court sous le nom de Shelley Evans, prenant son nom de femme mariée.

## Biographie
Elle vient du football. Elle commence le cyclisme par hasard lorsqu'elle quitte la Californie. Elle fait de la compétition sur piste avec l'objectif de participer aux Jeux olympiques. Un changement dans le programme olympique la pousse à passer sur route.
En 2012, sur la course en ligne des Jeux olympiques, elle figure dans la bonne échappée avec Olga Zabelinskaïa, Elizabeth Armitstead et Marianne Vos. Elle crève malheureusement à une dizaine de kilomètres de l'arrivée et se fait reprendre. Elle finit septième en prenant part au sprint du peloton,.
Depuis 2014, elle vit à L'Estartit avec son partenaire, le directeur sportif Manel Lacambra.
Elle commence la saison sur route 2015 au Tour du Qatar et finit cinquième de la première étape qui se finit au sprint. Elle prend ensuite la deuxième place de la troisième étape. Elle se classe deuxième au sprint du circuit de Borsele derrière Kirsten Wild. En Asie, lors du Tour de l'île de Chongming, Shelley Olds se classe quatrième du sprint. À la Philadelphia Cycling Classic, elle termine quatrième du sprint en côte.
Fin juin, son départ de l'équipe Bigla est annoncé. Elle retourne dans l'équipe Alé Cipollini.
Durant la première étape du Tour de Norvège, elle termine deuxième du sprint du groupe des poursuivantes, soit à la quatrième place. Elle se montre la plus véloce le lendemain et monte sur la deuxième place du podium final.
En 2016, elle chute lourdement sur la tête lors du Samyn des Dames. Son casque se fend sur le choc. Elle continue de courir lors des courses suivantes avant de résoudre à un arrêt. En mai, à l'occasion du Tour de Californie, elle annonce qu'elle souffre toujours des séquelles de cette chute et ne peut donc reprendre la compétition.

## Palmarès sur route

### Par années
- 2006
  - 2e du Manhattan Beach Grand Prix
- 2007
  - Nevada City Classic
  - 2e de la Cat's Hill Classic
  - 3e du Gastown Grand Prix
- 2008
  - 2e de la Sea Otter Classic
  - 2e du Tulsa Tough
  - 2e de la Cat's Hill Classic
- 2009
  - Tulsa Tough :
    - Classement général
    - 2e et 3e étapes

  - Nevada City Classic
  - 2e du Nature Valley Grand Prix
  - 3e de la Liberty Classic
  - 3e du championnat des États-Unis du critérium
- 2010
  -  Championne panaméricaine sur route
  - Championne des États-Unis du critérium
  - Tour de Nouvelle-Zélande :
    - Classement général
    - 1re, 2e, 5e et 6e étapes

  - 4e étape du Tour of the Gila
  - Nature Valley Grand Prix
  - 10e étape du Tour d'Italie
  - 2e du championnat des États-Unis sur route
  - 2e du Liberty Classic
  -  3e du championnat panaméricain du contre-la-montre
- 2011
  - Grand Prix de la côte étrusque
  - 2e du Drentse 8 van Dwingeloo
  - 2e de la Liberty Classic
  - 5e du Trofeo Alfredo Binda-Comune di Cittiglio
- 2012
  - Tour of Chongming Island World Cup
  - 6e étape du Tour d'Italie
  - 2e du 7-Dorpenomloop van Aalburg
  - 4e de la course en ligne de l'Open de Suède Vårgårda
  - 4e du contre-la-montre de l'Open de Suède Vårgårda
  - 5e de la Coupe du monde
  - 7e de la course en ligne des Jeux olympiques
- 2013
  - Grand Prix cycliste de Gatineau
  - Nature Valley Grand Prix
  - 1re et 3e étapes de la Joe Martin Stage Race
  - Tour of Elk Grove
  - 2e du Samyn des Dames
  - 2e de l'Omloop van het Hageland
  - 6e du Tour de Drenthe
  - 10e du contre-la-montre de l'Open de Suède Vårgårda
- 2014
  - 3e et 5e étapes du Tour du Costa Rica
  - GP Comune di Cornaredo
  - Winston Salem Cycling Classic
  - Tour de Toscane :
    - Classement général
    - Prologue et 1re étape

  - 2e du Novilon Euregio Cup
  - 2e du Grand Prix international de Dottignies
  - 2e du Tour de l'île de Chongming
  - 3e du Tour de Drenthe
  - 3e du Festival luxembourgeois du cyclisme féminin Elsy Jacobs
  - 6e du Tour of Chongming Island World Cup
  - 6e du championnat du monde sur route
  - 10e du Tour de Bochum
- 2015
  - White Spot-Delta Road Race
  - La Madrid Challenge by La Vuelta
  - 2e étape du Tour de Norvège
  - Nevada City Classic
  - 2e du Circuit de Borsele
  - 2e du Tour de Norvège
  - 4e du Tour of Chongming Island World Cup
  - 4e de la Philadelphia Cycling Classic
  - 9e de la course en ligne de l'Open de Suède Vårgårda
- 2016
  - 2e du Santos Women's Tour
  - 6e du Tour de Drenthe

### Classements mondiaux
| Année                                 | 2008 | 2009 | 2010 | 2011 | 2012 | 2013 | 2014 | 2015 | 2016 |
| ------------------------------------- | ---- | ---- | ---- | ---- | ---- | ---- | ---- | ---- | ---- |
| Classement UCI                        | 264e | 154e | 14e  | 33e  | 10e  | 13e  | 9e   | 15e  | 65e  |
| Coupe du monde                        | nc   | nc   | nc   | 32e  | 5e   | 27e  | 14e  | 13e  |      |
| UCI World Tour                        |      |      |      |      |      |      |      |      | 64e  |
|                                       |      |      |      |      |      |      |      |      |      |
| Légende : nc = non classéSource : UCI |      |      |      |      |      |      |      |      |      |

## Palmarès sur piste
- 2007
  - 3e du championnat des États-Unis de poursuite par équipes
- 2008
  - Championne des États-Unis de scratch